# Армяно-турецкие отношения
Отношения между Республикой Армения и Турецкой Республикой осложнены вопросом признания Геноцида армян, отказом Армении ратифицировать Карсский договор и поддержкой Турцией Азербайджана в Карабахском конфликте. Граница между двумя соседними государствами закрыта, её протяжённость составляет 311 км.

## История

### IX—XIV века
Предыстория армяно-турецких отношений начинается с IX века, когда тюркские племена огузов начали проникать из Средней Азии в Закавказье. В X—XI веках этот процесс усилился. В 1071 году тюрки победили византийцев в битве при Манцикерте. Другим ключевым событием этого периода стало распространение среди завоевателей ислама.

### Армяне в Османской империи

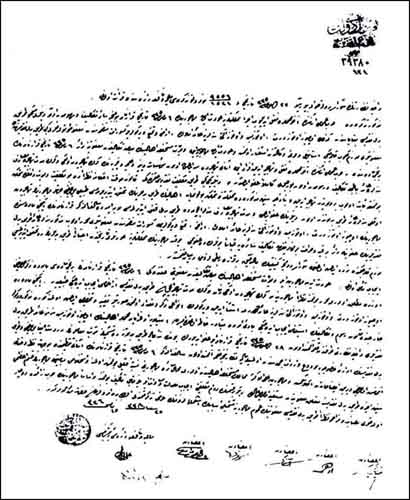
Закон, освобождающий армян от платы налогов

Армения оказалась в составе Османской империи в течение XV—XVI веков. Позднее Персия установила контроль над Восточной Арменией, и контролируемая османами территория, на которой традиционно жили армяне, стала называться Западной Арменией. Отношения армян и османов были неоднозначными. Османские правители инициировали учреждение в Константинополе Армянского Патриархата. Армянское население города не увеличивалось и, не пользуясь поддержкой султана, находилось в худшем положении, нежели армянское население исторической Армении. Последние часто страдали от местной администрации. К тому же они должны были платить дополнительные налоги как «неверные» и отдавать часть мальчиков султану, чтобы из них сделали воинов (янычар). Однако уже с начала XVII века Османская империя начала клониться к упадку. При этом правители стали относиться весьма подозрительно к армянам. Одной из причин этого было включение северо-западных владений империи в сферу интересов России, которая покровительствовала христианским народам мусульманской Турции.
Условия жизни в Турецкой Армении при султане Абдул-Гамиде II (1876—1908) ухудшались на глазах. Армянам, считавшимся гражданами второго сорта, запрещалось носить оружие, и они становились жертвами курдских мародёров и оттоманских сборщиков налогов. Однако в Стамбуле они пользовались пока ещё значительными привилегиями. Они организовали отдельные «миллеты» (национальные сообщества) и осуществляли некоторое самоуправление. Оттоманские государственные службы и банковские системы были во многом укомплектованы армянами и греками.
В 1908 году в Турции произошла революция, возглавляемая так называемым «Комитетом единения и прогресса» или младотурками. Комитет провозгласил конец деспотического правления Абдул-Гамида II и начало нового курса в отношении национальных меньшинств империи. Армяне поддержали движение младотурок и приняли участие в формировании нового правительства. Однако вскоре произошла резня в Адане, где погибло около 30000 армян.

### Армяно-турецкие отношения в 1915—1921 гг.
10 августа 1920 года во французском городе Севр был подписан договор, по которому Турция признавала Армению как „свободное и независимое государство“. Турция и Армения соглашались подчиниться президенту США Вудро Вильсону по арбитражу границ в пределах вилайетов Ван, Битлис, Эрзрум и Трапезунд и принять его условия относительно доступа Армении к Чёрному морю (через Батум). Однако этот договор так и не вступил в силу, так как новое правительство Турции во главе с Кемалем Ататюрком отказалось ратифицировать его. Окончательно условия Севрского договора были пересмотрены на Лозаннской конференции 1923 года. 3 декабря 1920 года был подписан Александропольский мирный договор, завершивший турецко-армянскую войну. Война завершилась поражением Армении. Правительство Армении признавало аннулированным Севрский мирный договор и обязывалось отозвать из Европы и Америки свои делегации, а также „устранить от государственного управления всех лиц, провоцировавших и преследовавших империалистические задачи“, а кроме того признавало аннулированными все договоры, которые были заключены во вред Турции или затрагивали её интересы. Турция получала право контролировать железные дороги и прочие пути сообщения Армении, принимать военные меры на территории Армении. Договор также оговаривал возвращение беженцев и права мусульманского населения Армении. На следующий день, 4 декабря 1920 года в Ереван вошли части Красной Армии и новое правительство Советской Армении аннулировало Александропольский договор. Отношения между Арменией и Турцией были окончательно оформлены Карсским мирным договором, подписанным 13 октября 1921 года.

### Армянская ССР и Турция после второй мировой войны
Советский Союз выдвинул требования к Турции о возвращении части Западной Армении, представив их как требования Армянской и Грузинской ССР. В 1953 году при власти Хрущёва руководство СССР официально сообщило об отказе от ранее озвученных претензий руководствами республик.

## Современные отношения

### Характеристика отношений

Орхан Памук — один из тех, кто преследовался по 301-й статье УК Турции

Турция была одной из первых стран, признавших независимость Армении после распада Советского Союза в 1991 году. Однако отношения между двумя государствами характеризуются как крайне холодные. На это влияют несколько факторов:
- отсутствует дипломатическое представительство между двумя странами из-за предусловий для установления отношений, выдвигаемых со стороны Турции;
- Турция блокирует армяно-турецкую границу, в результате чего отсутствует автомобильное и железнодорожное сообщение. Существующий грузопоток между странами проходит в основном через территорию Грузии;
- Несмотря на напряжённые отношения между государствами осуществляются регулярные рейсы по маршруту «Ереван-Стамбул»;
- армянская диаспора и Армения продолжают деятельность по признанию геноцида в различных странах мира[6];
- Турция продолжает отрицать факт геноцида армян в Османской империи. Граждане Турции, которые пытаются поднять этот вопрос для обсуждения, преследуются по 301-й статье Уголовного Кодекса Турции „Оскорбление турецкой идентичности“[7]. При этом Турция предлагает создать совместную комиссию для изучения событий начала XX века, когда погибали как армяне, так и турки[8][9][10][11].

### Карабахский конфликт
Турция была активным членом Минской группы ОБСЕ, созданной в 1992 году для посредничества между сторонами конфликта. По мере того как армянские войска добивались успехов в Первой карабахской войне, армяно-турецкие отношения все больше ухудшались. В мае 1992 года в связи с военными действиями на границе между Арменией и Нахичеванской автономной республикой Азербайджана возникла угроза военного вмешательства Турции в конфликт.
В 1993 году Турция в одностороннем порядке блокировала армяно-турецкую границу, официально мотивируя это оккупацией азербайджанских районов армянскими войсками. Турецкое правительство обещает открыть границу при условии, что Армения прекратит добиваться международного признания геноцида армян и выведет войска из зоны конфликта в Нагорном Карабахе.

### Проблема признания Геноцида армян
Турция категорически отрицает наличие исторического факта геноцида армян. По мнению турецких властей, имела место депортация в условиях Первой мировой войны. Турция признаёт массовую гибель армян, однако указывает, что в том числе были убиты и сотни тысяч мусульман. О необходимости признать геноцид армян говорят лишь отдельные представители турецкой интеллигенции. Геноцид армян признают турецкий историк Танер Акчам и лауреат Нобелевской премии Орхан Памук.
15 декабря 2008 года на сайте özür diliyorum («Прошу прощения») стартовала кампания «Армяне, простите нас». За два дня опубликованную на сайте петицию с таким названием подписало около 11 тысяч человек. Однако в тексте извинения слово «геноцид» не используется, а применяется термин «Великая катастрофа». На 1 февраля 2010 года на сайте было 30 тысяч подписей. Вскоре Генеральная прокуратура Анкары начала расследование по статье 301 Уголовного Кодекса Турции. Прокуратура вызывала организаторов кампании для дачи показаний с целью расследования в связи с созданным ими сайтом. Однако в начале января 2010 года районный уголовный суд Анкары принял решение не начинать уголовное преследование в отношении четырёх представителей турецкой интеллигенции, инициаторов кампании «Армяне, простите нас», — Баскына Орана, Ахмеда Инселя, Дженгиза Актара и Али Байрамоглу.

### Армяно-турецкая граница
Граница Армении и Турции неопределённая, является до сих пор одной из причин закрытых границ между Армении с Турцией, но сама Армения не высказывает какие-либо территориальные претензии к Турции, связано это с тем, что Армения не является правопреемницей Первой Армянской республики.  На территориях, отошедших в 1921 году к Турции, находится один из самых известных символов Армении — гора Арарат. С 1918 года изображение этой горы присутствует на гербе Армении, из-за чего прежде Турция высказывала претензии. Турция опасается, что Армения может выдвинуть территориальные претензии. Турция попросила Армению официально признать существующую общую границу, установленную Карским и Александропольским договорами 1920—1921 годов, но Ереван отказался, заявив, что этот вопрос должен решаться только после установления дипломатических отношений. В самой Армении есть немало сторонников пересмотра границы. Против признания современных границ Турции выступает, в частности, Армянская Революционная Федерация Дашнакцутюн.

### Реставрация храма Сурб Хач
Летом 2005 года на острове Ахтамар (в озере Ван в Турции) начались работы по реставрации армянского храма Сурб Хач (Святой Крест), построенного в начале X века архитектором Манвелом. Министерство культуры и туризма Турции выделило на это 3 млн лир (2 млн $). Работы по восстановлению в целом были закончены к осени 2006 года. Открытие, первоначально намеченное на 4 ноября 2000(?) года, произошло 29 марта 2007 года. Данное мероприятие воспринимается большинством армян как популистский акт. Весь процесс восстановления религиозного объекта Сурб Хач и задуманная в нем литургия, пишет армянская пресса, перенесены в плоскость политики.
Благодаря географической изолированности (на острове) церковь сравнительно хорошо сохранилась. Председатель общественной организации по охране культурно-исторических памятников Армении Самвел Карапетян, побывавший на острове Ахтамар, отмечает, что реконструкция была осуществлена на самом высоком уровне и «без малейших отклонений от исторических образцов», хотя ряд других специалистов указывают на незначительные недостатки. 
19 сентября 2010 года, впервые за 95 лет, в церкви прошла литургия, a в ночь с 30 сентября на 1 октября на церкви был установлен крест. 
Ныне Ахтамар функционирует как музей.

### Убийство Гранта Динка
На почве национальной розни 19 января 2007 года был убит турецкий журналист армянского происхождения, главный редактор турецко-армянской газеты «Агос» Грант Динк. После убийства в Турции состоялись многотысячные акции под лозунгом «Мы все Гранты Динки». 
При расследовании убийства выяснилось, что полиция и жандармерия знали о готовящемся теракте, но не предприняли мер для его предотвращения. При этом, когда родственники Динка подали в Европейский суд по правам человека иск против Турции, правительство отправило в суд защитную речь, в которой Динк сравнивался с нацистами. Эта речь была отозвана, а министр иностранных дел Турции Ахмет Давутоглу заявил, что он не согласовывал эту речь. 
В сентябре 2010 года Европейский суд по правам человека, объединив обвинение, выдвинутое против Динка в «оскорблении им турецкой нации», и иск, возбуждённый родственниками Динка, о нарушении его права на жизнь, признал власти Турции в нарушении 2, 10 и 13 пунктов конвенции, касающихся права на жизнь и свободы слова. Суд постановил выплатить родственникам Динка 133 тысячи евро в качестве компенсации.

### «Футбольная дипломатия» и Цюрихские протоколы. Попытки установления дипломатических отношений

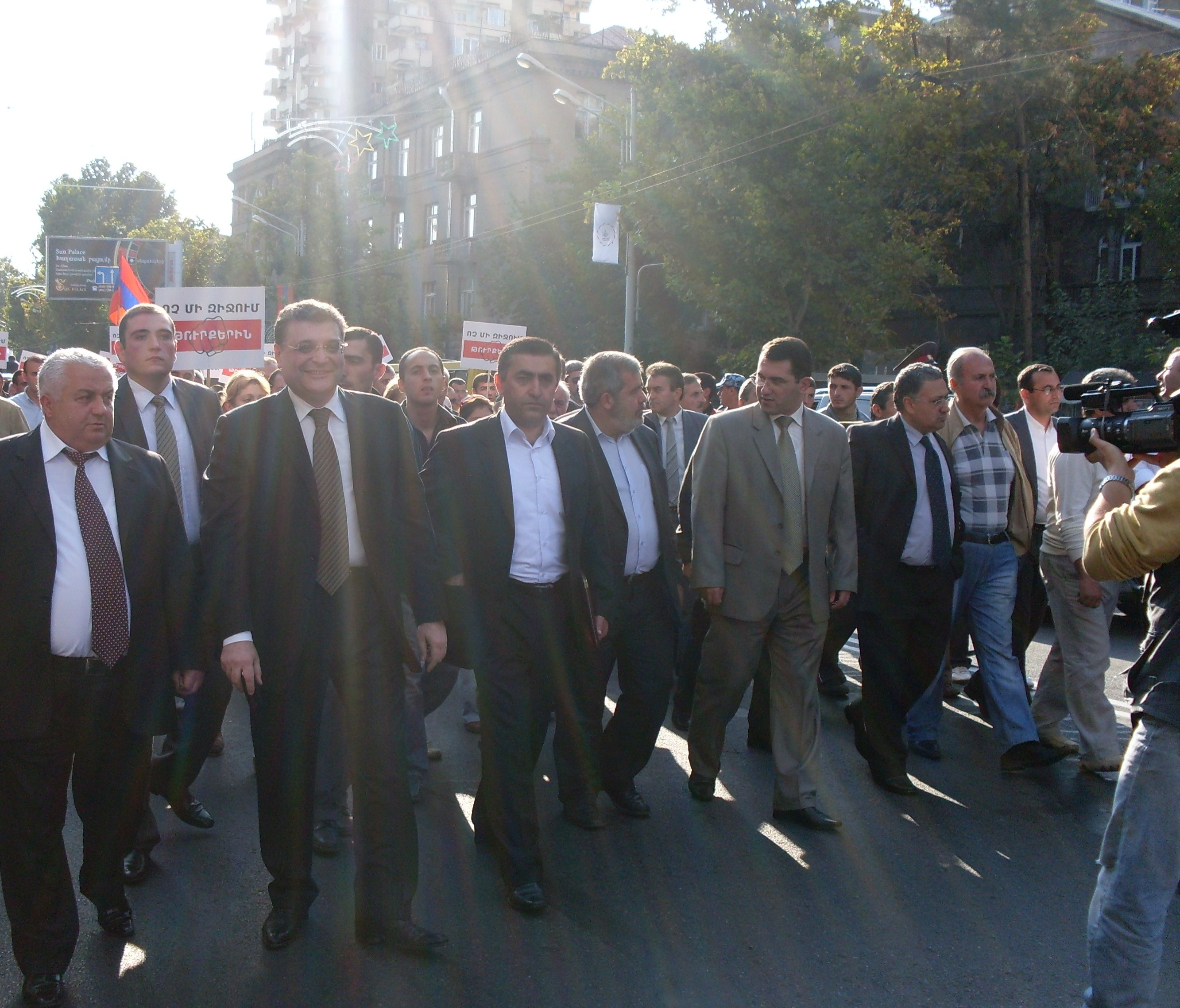
09.10.2009, Ереван, 60-тысячное шествие против армяно-турецких протоколов.

6 сентября 2008 года президент Турции Абдулла Гюль приехал в Ереван по приглашению президента Армении Сержа Саргсяна. Формальным поводом послужил футбольный матч отборочного турнира к чемпионату мира 2010 года между сборными Армении и Турции (победила Турция 2:0). В Ереване прошли массовые акции протеста против визита турецкого президента. Саргсян по предложению Гюля приехал на ответный матч Турция-Армения, который состоялся в октябре 2009 года в городе Бурса. В гостинице «Алмира» турецкого города Бурса состоялись переговоры между армянской и турецкой делегациями, вслед за которыми прошла встреча президентов. Встречи и переговоры президентов во время футбольных матчей получили название «футбольной дипломатии».
10 октября 2009 года главы МИД Турции и Армении Ахмет Давутоглу и Эдвард Налбандян подписали в Цюрихе (Швейцария) «Протокол об установлении дипотношений» и «Протокол о развитии двусторонних отношений». Документы предусматривали создание совместной комиссии из «независимых историков» для изучения вопроса о геноциде армян 1915 года. Подписание протоколов было задержано на три часа из-за разногласий по заключительным выступлениям: армянская сторона в своем выступлении хотела косвенно упомянуть геноцид 1915 года, а турецкая — конфликт в Нагорном Карабахе. В итоге заключительные речи не произносились. Армянская оппозиция выступала против подписания протоколов в предложенном виде, выражая недовольство, в частности, пунктами о взаимном признании границ и территориальной целостности других государств. 11 октября (мск) того же года госсекретарь США Хиллари Клинтон заявила, что правительство США будет делать всё от него зависящее, чтобы закрепить успех, достигнутый Турцией и Арменией. В тот же день Министерство иностранных дел Азербайджана подвергло критике Турцию за подписание соглашений без урегулирования Карабахского конфликта. Процесс ратификации протоколов парламентами Турции и Армении был заморожен на неопределенное время.
В феврале 2015 года Серж Саргсян отозвал армяно-турецкие протоколы из Национального собрания.

### Попытки нормализации отношений
В ноябре 2020 года закончилась Вторая карабахская война, в которой Турция поддержала Азербайджан. Год спустя, 14 января 2022 года в Москве состоялась первая встреча спецпредставителей Турции и Армении по нормализации двусторонних отношений, в ходе которой стороны договорились продолжить переговоры по полноценному урегулированию. Армению на переговорах представлял заместитель председателя парламента Рубен Рубинян, а Турцию — бывший посол в США Сердар Кылыч.
15 марта 2022 года глава МИД Армении Мирзоян заявил что Армения готова установить дипломатические отношения и открыть границы с Турцией: «Я рад услышать от моего турецкого коллеги, что есть политическая воля, чтобы вести процесс к этой цели. Я считаю, что мы должны без колебаний предпринимать конкретные шаги в быстро меняющемся мире».